# 루이지
《루이지(ルイージ, Luigi)》는 마리오 시리즈에 출현하는 캐릭터이다. 마리오보다 더 키가 크지만 덩치에 비해 항상 겁쟁이로 묘사되나(특히 유령(부끄부끄)을 무서워 한다.), 가끔씩 용감하게 행동하는 경우도 더러 있다.키가 마리오보다 크지만, 루이지는 마리오의 동생이다. 요즘 들어 데이지와 사이가 좋은 것으로 알려져 있다. 그는 많은 게임에 출연하지만, 주로 2P 격으로 출연한다. 주연으로 출연하는 작품은 루이지 맨션과 마리오 이스 미싱이다. 2013년엔 루이지가 출연한지 30주년이 되자, 닌텐도에선 '루이지의 해'라고 선포한 뒤, 루이지와 관련된 상품을 많이 냈다. 애니메이션에는 마리지라고 출연했다. 이 영향으로 지금도 루이지를 '마리지'라고 부르는 사람도 있다. 복장은 마리오와 동일한 셔츠와 멜빵 청바지이지만 마리오가 빨간 셔츠인 것과 달리 루이지는 녹색 셔츠이다.
공중으로 도약할 때 마리오와는 달리 발을 바둥거린다.

## 특수 능력
마리오 시리즈에서 루이지는 특수 아이템을 먹거나 특수 조건 하에 있을 시, 이런 경우로 변할 수 있다 (마리오의 액션과 동일한 것도 있다).
- 투명 루이지: 슈퍼 마리오 64 DS에서 파이어 플라워를 먹을 시 루이지는 투명하게 변한다. 이 경우에는 철망이나 특수한 벽을 넘어갈 수 있다.[1]
- 거대 루이지: 뉴 슈퍼 마리오브라더스와 뉴 슈퍼 마리오브라더스 2에서 거대버섯을 먹으면 잠시 거대 루이지로 변한다. 대부분의 물체나 적을 없앨 수 있으며, 뉴 슈퍼 마리오브라더스에서는 시간 제한이 끝났을 시 게이지가 얼마나 찼는지를 기준으로 보너스 버섯(초록색 버섯)을 얻을 수 있다. 그 크기를 이용해 괴물 등을 없애버리기도 한다.[2]
- 땅콩 루이지: 뉴 슈퍼 마리오브라더스와 뉴 슈퍼 마리오브라더스 Wii와 뉴 슈퍼 마리오브라더스 2에서 나오는 땅콩버섯을 먹으면 땅콩 루이지로 바뀐다. 물 위를 뛸 수 있으며, 보통 크기의 ¼크기로 줄어든다.[2]
- 등껍질 루이지: 뉴 슈퍼 마리오브라더스에서 나오는 파란 등껍질을 먹으면 등껍질 루이지로 변한다. 이 경우 용암, 가시등 을 제외한 모든 적에 무적 판정을 받는다.[2]
- 베이비 루이지: 루이지의 아기 버전. 요시 아일랜드 DS에서 마귀한테 습격을 받아 쿠파의 성으로 끌려가며, 마리오 카트 Wii에서 경량급 캐릭터로, 슈퍼 마리오 슬러거에서는 사이드 배터로 나온다. 특히 루이지보다 높게 점프가 가능하다.

루이지 맨션 시리즈에서는 유령싹싹 (오바큠)이라는 귀신 퇴치용 청소기를 이용해 유령을 제거하는 능력을 가지고 있다.
몇몇 시리즈에서의 특징은 잘 미끄러지지만 마리오 보다는 점프력이 좋다는 특징이 있다.

## 고유 액션
루이지의 고유 액션은 여러가지가 있다(몇 게임 에서는 마리오와 동일한 능력을 가지고 있다):
- 파닥파닥 점프
- 빙글빙글 점프
- 수상 대시

파닥파닥 점프는 루이지가 점프할 때 A 키를 연속해서 누르고 있으면 발동 되며, 빙글빙글 점프는 백 텀블링 시 그냥 백점프가 아니라 은행 씨앗이 착륙할 때처럼 빙글빙글 돌며 천천히 아래로 내려가는 것이다. 물 위 대시는 루이지가 육지에서 물을 향해 대시를 한 후 물 위에서 잠시 대시를 하는 것이다. 

루이지 엠블렘. 루이지의 모자에 있고 루이지가 출연하는 대부분의 게임에서 그의 표시로 사용된다.

## 아무것도 안 하고 이기는 루이지
영어: 'Luigi wins by doing absolutely nothing'
마리오 카트 8의 '비열한 루이지'와 비슷한 밈. 말 그대로 아무것도 안했는데 이기는 루이지를 말하는 것이다. 대표적으로 마리오 파티 시리즈에서 많이 나오며 미국에서 많이 퍼진 밈이다.{여담으로 와루이지가 아무거나 다했는데 지는 영상('Waluigi loses by doing absolutely everything'), 마리오가 아무것도 하지 않고 이기려고 하는 영상('Mario tries to win doing absolutely nothing'도 존재한다.}